# Петко Могилски
Петко Могилски е български революционер, войвода на Вътрешната македоно-одринска революционна организация.

## Биография
Роден е в битолското село Могила, в Османската империя. Влиза във ВМОРО и става селски войвода на организацията. Милан Матов го нарича „голем ратник, донесъл и помогнал на Организацията във всеко отношение“. Петко Могилски е убит погрешка на 1 юни 1908 година поради скарване по времето на междуособните борби в Битоля.